# Luttange
Luttange é uma comuna francesa na região administrativa de Grande Leste, no departamento de Mosela. Estende-se por uma área de 12,83 km². Em 2010 a comuna tinha 907 habitantes (densidade: 70,7 hab./km²).